# إد رايت
إد رايت (بالإنجليزية: Ed Wright)‏ هو لاعب كرة قاعدة أمريكي، ولد في 15 مايو 1919 في دييرسبورغ في الولايات المتحدة، وتوفي بنفس المكان في 19 نوفمبر 1995 بسبب سرطان.

## وصلات خارجية
- إد رايت على موقع دوري كرة القاعدة الرئيسي (الإنجليزية)
- إد رايت على موقعبيزبول رفرنس.كوم (الدوري الرئيسي) (الإنجليزية)
- إد رايت على موقعبيزبول رفرنس.كوم (الدوري الثانوي) (الإنجليزية)